# 幽灵宇航员
幽灵太空人（Phantom Cosmonauts），或消失的太空人（Lost Cosmonauts），是关于苏联和俄罗斯政府不曾提到的、进入外太空的神秘太空人的一个阴谋论。
幽灵太空人假说的支持者认为，尤里·加加林只是第一个在载人航天中存活下来的人。在加加林之前，苏联曾试图发射两个或更多的载人航天飞船但都失败了，至少有两名太空人因此丧生。另一說則是一位蘇聯太空人弗拉基米尔·伊留申在着陆时偏离方向而被中国政府俘获。苏联政府为了避免在美苏冷战中造成恶劣的宣传影响，因此压制了这些消息。
现今支持幽灵太空人假说的证据通常不被认为是可信的，而且数个案例已被证实是骗局。1980年代蘇聯政府走向開放政策之後，美国记者詹姆斯·奥伯格研究了苏联的太空相关灾难，但找不到证实幽灵太空人假说的证据。苏联解体后，更多此前苏联的保密文件解密，包括在做太空模拟训练时意外身亡的瓦连京·邦达连科，但消息被苏联政府压制的事件，不论是解密的苏联文件还是俄罗斯探索太空先驱的回忆录，都没有证明發射過幽灵太空人传闻的证据。